# Yevlax
Yevlax (o Evlach) è una città dell'Azerbaigian di 56 726 abitanti, costituente essa stessa un distretto.

## Geografia fisica
Si trova nella zona occidentale dell'Azerbaigian e sorge sulle rive del fiume Kura. È circondata dal territorio dell'omonimo distretto rispetto al quale la città è comunque un'entità amministrativa distinta.

## Storia
Si trovava nello storico Governatorato di Elizavetpol' del distretto di Dževanšar.